# Sandjägarstekel
Sandjägarstekel (Methocha articulata) är en stekelart som först beskrevs av Pierre André Latreille 1792.  Sandjägarstekel ingår i släktet grytjägarsteklar, och familjen jägarsteklar. Enligt den finländska rödlistan är arten nära hotad i Finland. Artens livsmiljö är åsmoskogar.